# Cantó de Niça-4
El cantó de Niça-4 és un cantó francès del departament dels Alps Marítims, situat al districte de Niça. Compta amb part del municipi de Niça.

## Municipis
- Niça (barris de Lei Musics)

## Història
| Data d'elecció                           | Identitat       | Partit | Qualitat |
| ---------------------------------------- | --------------- | ------ | -------- |
| 1961-1973                                | Jacques Médecin | CD     |          |
| 1973-2001                                | Charles Ehrmann | UDF    |          |
| 2001-                                    | Auguste Vérola  | UMP    |          |
| les dades anteriors no són pas conegudes |                 |        |          |
|                                          |                 |        |          |

| 1962 | 1968 | 1975 | 1982 | 1990 | 1999   | 2007   |
| ---- | ---- | ---- | ---- | ---- | ------ | ------ |
| -    | -    | -    | -    | -    | 19.726 | 20.950 |